# Карбоксилатные каучуки
Карбоксилатные (карбоксилсодержащие) каучуки — каучуки, содержащие в качестве сомономера непредельные карбоновые кислоты.

## Классификация и свойства
Существуют бутадиеновые, изопреновые, бутадиен-стирольные, бутадиен-нитрильные карбоксилатные каучуки (по названию основного мономера).
Благодаря наличию полярных карбоксильных групп, обладают повышенной адгезией к металлам и другим субстратам, а также повышенной когезией. Другой особенностью, обусловленной наличием карбоксильных групп, является способность к вулканизации под действием оксидов металлов (оксидов цинка, магния и пр.) за счёт образоования ионных связей карбоксилат-анионов с ионами металлов на поверхности частиц оксида.

## Получение
Карбоксилатные каучуки получают методом эмульсионной сополимеризации соответствующих мономеров с непредельными карбоновыми кислотами — акриловой, итаконовой или метакриловой. Наибольшее применение нашли каучуки, содержащие 1-2 % непредельных кислот.

## Применение
Карбоксилатные каучуки аморфны и не кристаллизуются при растяжении, обладают повышенной стойкостью к тепловому старению и высоким сопротивлением к разрастанию трещин. Широко применяются в резиновой промышленности.